# Bocca di Valle
La Bocca di Valle o Cocca di Valle, nei documenti più antichi, è un valico alpino posto a quota 1.398 m s.l.m. Collega, tramite una mulattiera, la Valle del Chiese in provincia di Trento e la Val Vestino in provincia di Brescia. 

## Geografia fisica
Il passo è sormontato nel versante sud dal Monte Cingla e a nord dal Monte Cortina ed è raggiungibile percorrendo gli storici tracciati in 8 chilometri da Magasa attraverso il monte Denai, da Armo e Persone in 5 chilometri circa e infine da Turano in 7.
È rimasto in uso come collegamento pedonale fino alla Prima guerra mondiale quando cominciò ad essere sostituito dalla costruzione della camionabile che collega la Val Vestino con Idro e alla congiunzione stradale di Persone con Turano e Magasa nel 1931.

## Origine del nome
Il termine Bocca deriva dal latino "bucca" e indica qualsiasi apertura, in questo caso il passaggio in una catena montuosa, mentre il nome Valle deriva dall'indicazione, praticata già a partire dal medioevo, del transito privilegiato per raggiungere, a seconda da dove si partisse, la Valle del Chiese oppure la Val Vestino. Sulla cresta compresa tra la Bocca di Valle e la Bocca di Cablone esiste un pertugio denominato Büs de la Stria che ricorda le antiche credenze popolari basate sull'esistenza di streghe, stregoni e riti magici.

## Storia
In antico il valico di Bocca di Valle, con l'altro valico di Bocca Cocca, rappresentò il collegamento principale in uso tra la popolazione della Val Vestino per comunicare con quella del Chiese, alla quale era legata amministrativamente con il feudo dei conti Lodron fino al 1802 e all'impero austriaco fino al maggio del 1915.
Per permettere un passaggio agile e sicuro, il tracciato fu costantemente manotenuto, riattato in più periodi alle esigenze militari e allargato a proprie spese dalle comunità di Valle. Qui vi transitò la storia della Val Vestino fatta da mercanti, contadini, cavallari, carbonai, banditi del XVII e XVII secolo, vescovi o i loro delegati, pedoni postali, gli eserciti della Repubblica di Venezia nel 1516 e di tutti quelli che scendendo dal nord Europa e intenzionati a evitare il baluardo della Rocca d'Anfo, erano diretti nella pianura Padana o viceversa vi salivano.
Secondo lo storico storese Cipriano Gnesotti, che trascrisse in una sua ricerca una tradizione locale, per la strada di Val Vestino-Bocca di Valle-Bocca Cocca-Bondone sarebbe transitato nel 1166 il fuggiasco papa Alessandro III, esule da Roma.
Nel maggio del 1528, secondo i resoconti del cronista veneto Marin Sanudo, vi transitarono una parte dei 15.000 uomini comandati dal duca Enrico V di Brunswick-Lüneburg provenienti dalla Germania e diretti nel ducato di Milano per sostenere il governatore spagnolo Antonio de Leyva assediato dalle truppe anti imperiali francesi e dello Stato della Chiesa.

### La Repubblica di Venezia e i passi montani della Val Vestino
Il controllo e le informative dei passi montani valvestinesi che collegavano i territori imperiali della Valle del Chiese, feudo dei conti di Lodrone, con quelli della Repubblica di Venezia di Salò, furono sempre una costante preoccupazione dei funzionari veneti della Magnifica Patria di Salò, volti a monitorare eventuali passaggi di eserciti nemici, banditi, contrabbandieri, spie, violatori dei cordoni sanitari causa le frequenti epidemie in quei secoli o gente sospetta alla politica della Serenissima. 
Il primo provveditore a lanciare l'allarme sulla sicurezza dei passi montani oltre il confine veneto fu nel 1547 Marc'Antonio Morosini, scrisse a Venezia sottolineando: "...che possono da quei luoghi alieni passar da quelle parti; dissi anchora che per mia era usurpata da qualche parte del suo territorio da quel canto ove confinano li conte di Lodrone...".
Nel 1608 il provveditore Giovanni Francesco Dolfin ritornò sul problema della vigilanza dei passi accennando alla cima del Cingolo Rosso dove tempo addietro, nel 1526, era transitato il Duca di Borbone "con l'esercito todesco" diretto al sacco di Roma", scrisse che esso "era loco molto difficile da transitar" ma che ciò nonostante "quelli conti [di Lodrone ndr] havevano comandato gente per aggevolar una strada in detta Val Vestino da passar soldatesca, quantonque fosse inverno". I lavori della strada che partiva da Bondone e terminava a Moerna si erano fermati a causa della neve ma c'erano altre strade di montagna "et passi stretti che con pochissime gente et facilmente si ponno guardare".
Meno allarmato sulla situazione politica in Val Vestino sembra il provveditore Giovanni Barbaro che nel 1614 riportò al Senato: "Un poco più dentro vi sono i signori di Lodrone...li quali hanno una Vale nominata Val di Vestino, così congiunta con la Riviera che quelli popoli tragono il loro vivere dalla predetta Riviera, et benché siano sottoposti all'altrui giurisditione et commando hanno però così interna devotione a Vostra Serenità, che più desiderano essere chiamati sudditi veneti che di Lodrone et conducono le loro poche entrate di casine, di animali a vendere tutti su la Riviera per trarne poi da quella biade per il vivere loro, come s'è detto".
A partire dal 1615, il provveditore Marco Barbarigo riferiva "che non si ha potuto usare tanta diligenza che non se sia passato sempre qualcuno per quei sentieri scavezzando i monti per la Val Vestino et con proprij barchetti traghettando il lago d'Idro et anco per terra, entrando nella Val di Sabbio nel Bresciano per andarsene al suo viaggio".
Nel 1621 il provveditore Melchior Zane descriveva i tre passi principali di queste zone che potevano essere vigilati da 400 armigeri in caso di incursioni nella Riviera di Salò, ossia: "... il conte Hieronimo di Lodrone, patrone del monte Cingolo Rosso, famoso et antico passo che conduce nella Valle di Vestino et di là si passa per molte strade in questa Riviera...Il passo del monte Cingolo Rosso è situato sopra un monte del commun di Moerna terra della Val di Vestino. Da Bondone alla chiusa di questo passo sono miglia cinque di sentiero arduo et malaggevole a cavalli carichi.... L'altro è il conte Gerolamo di Conces pur delli istessi conti di Lodrone et è passo di maggiore stima, chiamato Cocca di Valle che con maggiore comodità conduce anche lui nella Valle di Vestino. Il terzo confinante è la Valle di Ledro territorio trentino, che per quattro strade passa nella istessa Riviera". Il provveditore Zane evidenziava al Consiglio dei Dieci che tali passi necessiterebbero di molti soldati per essere prontamente occupati e messi in sicurezza in caso di ostilità con gli imperiali concentrando tutte le forze sul monte Cingolo Rosso e sulla Cocca di Valle, che si sarebbero potuti pattugliare "colla sola gente del paese", ossia con le milizie locali. D'altra parte in caso di assalto "li conti di Lodrone" e Girolamo in specifico, interverrebbero con i loro "trecento soldati buoni, provisti d'arcobusi da foco et da rotta" per evitare di perdere la "Valle di Vestino, c'ha sotto di sé sette ville, cioè Cadria, Magasa, Harem, Persone, Moerna, Turà et Bolon, che una per l'altra possono fare cinquanta fuochi per cadauna". Essi inoltre potevano concentrare altre truppe presso la rocca di San Giovanni di Bondone "fabbricata da non molt'anni in qua".

### Il collegamento con Storo e la Valle del Chiese
Fra il 1897 e il 1898 il governo austriaco, la provincia di Trento e i Comuni valvestinesi diedero il via ai lavori di rifacimento della mulattiera che dal casello di confine con il Regno d'Italia della Patòala, lungo il torrente Toscolano, univa i sei paese con otto ponti di cui sei in pietra, proseguendo da Turano, passando per Persone e Bocca Valle fino a Baitoni di Bondone sul lago d'Idro.
Ma è agli inizi 1900 che i comuni si impegnarono per migliorare definitivamente il loro collegamento con Storo poiché risultava che la Valle: "...è come tagliata fuori dal rimanente della Provincia di Trento, ed oggi per accedervi, evitando sentieri da capre, dalla Valle del Chiese conviene toccare il suolo del finitimo Regno [d'Italia]. Negli ultimi tempi, a quanto informarono quei Comuni, ebbero luogo trattative per una strada che li congiungesse con Storo e sarebbero anche loro stati in prospettiva dei contributi della Provincia e dello Stato [Austria]. L'importanza della strada è manifesta. I Comuni rinserrati in questa Valle alpestre sono Armo, Bollone, Magasa, Persone e Turano con 1.433 abitanti (1.000 capi di bestiame), impossibilitati gran parte dell'anno ad accedere al loro centro politico, privi di congiunzione, lontani da ogni consorzio, di maniera che essi non valgono i dazi e le monete che vigono in Austria. A questi Comuni dovrebbe aggiungersi quale interessato alla strada anche Bondone con 762 abitanti e Storo, ove farebbe capo, con 1.724 abitanti. La strada dovrebbe partire da Storo (409 m) e con un percorso di kil. 5.600 spingersi fino a Baitoni (m. 400) mettendosi, poco su poco giù, a livello. Da Baitoni, toccato Bondone, andrebbe in kil. 10 di sviluppo a puntare alla Bocca di Valle (1392 m. vincendo uno slivello di 992 m.) con una pendenza media del 10%. Dal valico Bocca di Valle fino a Magasa (972 m) la distanza è di kil. 4 e mezzo con una pendenza media del 9.33%. Il Comune di Magasa però osserva che più opportuna ed adattata sarebbe la comunicazione per la strada di Valle [per il Garda].".
La strada non sarà mai costruita e nel 1908 si presentava così mal manutenuta che Cesare Battisti, in visita alla Valle, percorrendola, la definì nella sua "Guida alle Giudicarie": "assai disagevole".

### La Grande Guerra
Nel maggio del 1915 allo scoppio della prima guerra mondiale iniziò l'avanzata nella Valle delle Giudicarie del Regio esercito italiano e il giornalista Luigi Barzini, al seguito della truppa, scrisse che: "Il 62º Reggimento fanteria della Brigata Sicilia si diresse verso Bondone e Bocca di Valle, mentre il 7º Reggimento bersaglieri si insediava verso Bocca Cablone".
Presidiato il territorio, nei mesi successivi 500 operai militari e civili agli ordini degli ufficiali del Genio militare iniziarono i lavori di fortificazione di tutto il sistema montuoso del gruppo Cingla-Tombea-Caplone che durarono fino al 1918. Da nord scendendo a sud, Bocca di Campei, Bocca di Cablone, Bocca di Valle, Bocca Cocca e il monte Cingolo Rosso a Moerna, le quattro Bocche della Val Vestino, costituivano le zone di accesso della Terza Linea di Difesa arretrata del Regio esercito italiano con quella Valsabbina, ma in special modo dell'Alto Garda e delle Giudicarie, la Seconda e Prima linea di Difesa. A Bocca Cablone arrivava la carrareccia Militare da Magasa per Bondone che proseguiva sul ridosso della Cima Tombea per ridiscendere a Bocca Campei con tornanti vertiginosi verso Bocca di Lorina e il Tremalzo. Da Bocca Cablone partiva anche la rotabile verso i capisaldi di Cima Spessa e Dosso dell'Orso, posti a sentinella delle Giudicarie.
Il Genio militare costruì una mulattiera attrezzata con passerelle e gallerie attraverso la cresta rocciosa del monte Cortina verso Bocca di Valle dalla lunghezza di 3,300 chilometri, larga 1,50 metri e del monte Cingla verso Bocca Cocca, per raccordarsi alla linea difensiva valsabbina del monte Stino e Valledrane ma non provvide al collegamento carrozzabile di Bocca Valle con Bondone e Premaus, in quanto il Comando militare non lo ritenne di importanza primaria rispetto alle nuove esigenze strategiche della Terza linea di difesa arretrata.
La mulattiera militare costituì una parte dello spalto fortificato del monte Cingla-monte Tombea-monte Caplone che comprendeva le quote più elevate dell'Alto Garda (Monte Caplone, 1976 m.) e costituiva un baluardo naturale lungo il quale furono dislocate numerose batterie di artiglieria protette da una cinta di trincee avvantaggiate dalla parete nord pressoché verticale.
Tra il caposaldo del monte Cortina e la Bocca di Campei erano dislocate non meno di dieci batterie, supportate da quattro osservatori e appoggiate da riservette e appostamenti. Si stima una presenza di almeno 2-3000 uomini tra artiglieri, fanti e servizi logistici, con le conseguenti esigenze di approvvigionamento. Oltre alla strada fu infatti realizzato uno dei più importanti tronconi di teleferica del settore che con uno sviluppo di circa 1300 m. valicava il dislivello dalla località Pelaster (1280 m) alla stazione blindata sul Dosso delle Saette (1880 m), il manufatto più notevole nel suo genere in tutto il settore gardesano. Lungo la strada, numerosi ricoveri ipogei conservano tracce delle armature in legname, mentre presso il crinale, raggiunto da bretelle carreggiabili ancora riconoscibili, si individuano i massicci terrapieni delle piazzole dei cannoni da 149 mm, dei mortai da 210 mm. e nidi di mitragliatrici.
Il Comando Militare fece anche iniziare i lavori per una carreggiabile Toscolano–Molino di Bollone. La costruzione di quest’ultima strada, che avrebbe potuto costituire un’importante stimolo per l’economia della valle, fu però affidata ai prigionieri di guerra e non fu completata. La necessità di costruire un nuovo sistema viario venne anche sfruttato dal Regno d'Italia con finalità politiche volte volte a fare dimenticare il relativo abbandono in cui erano state tenute fino ad allora le popolazioni locali dall'Impero austro-ungarico. In questa volontà già tenuta in considerazione dalle autorità militari, intervennero spesso i politici e le comunità locali che facevano pressione si progettisti del Genio militare dell'esercito per raggiungere un territorio più che un altro. Nella realizzazione della strada che doveva collegate Toscolano con Ponte Caffaro passando per la Val Vestino, per rifornire la Terza linea di difesa arrestata di Magasa, Valvestino e Capovalle le ingerenze politiche furono pressanti che alla fine il Comando militare richiamò al rispetto dei ruoli le autorità locali e operò in autonomia.

## Natura
La zona del passo fu erborizzata nella metà dell'Ottocento dal botanico Francesco Facchini che, nel 1846, scoprì per primo la presenza della specie Daphne rupestris sopra delle rupi perpendicolari; nell'ottobre 1847 questo fiore fu rinvenuto dallo stesso Facchini anche sulla Cima di Valle ma morì nel 1852 senza riuscire a rendere pubblico il suo ritrovamento.
Il botanico altoatesino Friedrich Leybold trovò questa specie nel medesimo luogo nel 1852 e la denominò Daphne petraea Leybold pubblicando la sua scoperta sul giornale "Flora" nel 1853. Nel decennio successivo anche i botanici Pietro Porta e poi Filiberto Luzzani nel 1941 studiarono la flora del luogo.

## Cultura
Bocca di Valle è al centro di una leggenda popolare che narra di una scommessa tra un uomo e il diavolo: "Un uomo propose al diavolo: «Se sei capace di portare un grosso sasso, all'uopo designato, da Baitoni a Bocca di Valle, io ti do la mia anima».
Figuriamoci la sua contentezza dato che si vedeva aumentare la fa-miglia infernale senza fatica e continue tentazioni. Immediatamente accettò e si mise in viaggio col carico. Inizialmente era certo di avere l'anima in mano perché procedeva spedito, seguito dall'incerto scommettitore. Ma la mulattiera che sale dalla santella di Ola (vicino a Bondone) verso il passaggio montano che immette nella Valle di Vestino è ripida, sassosa e lunga per cui il diavolo incominciò a sentire la fatica.
Rabbioso era ogni sforzo per non perdere la posta ma, come oltrepassò il "Baraccone" (grotta per i pastori) e quando poche centinaia di metri lo separavano dal valico, spossato dallo sforzo e dalla stizza, dovette posare il pesante masso.
Rise tutto allegro l'uomo mentre quello scompariva con la coda tra le gambe.
Ancora oggi è là (a metà strada fra il passo e il «Baraccone») e ogni passante lo può bene osservare. Chi conosce la sua storia lo chiama il basto («bastarèl») del diavolo"..

## Proverbio
Nei detti locali legati al tempo meteorologico, si dice che se i temporali o le grandinate provengono da: "La Bocca de Val no la fa fàl", ossia non ci sarà nessun danno alle cose o alle persone.

## Galleria d'immagini

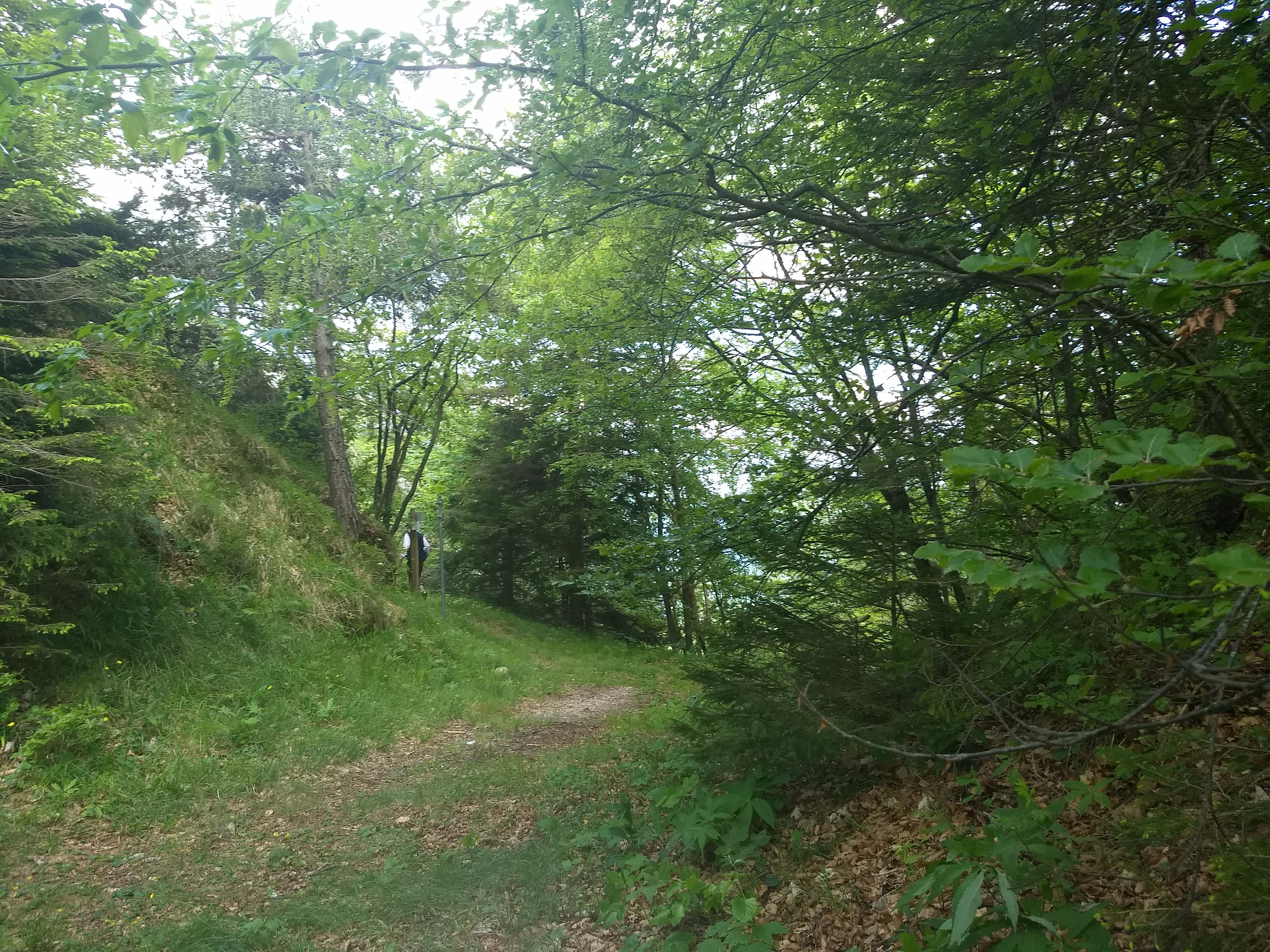
Bocca di Valle vista dal versante Trentino
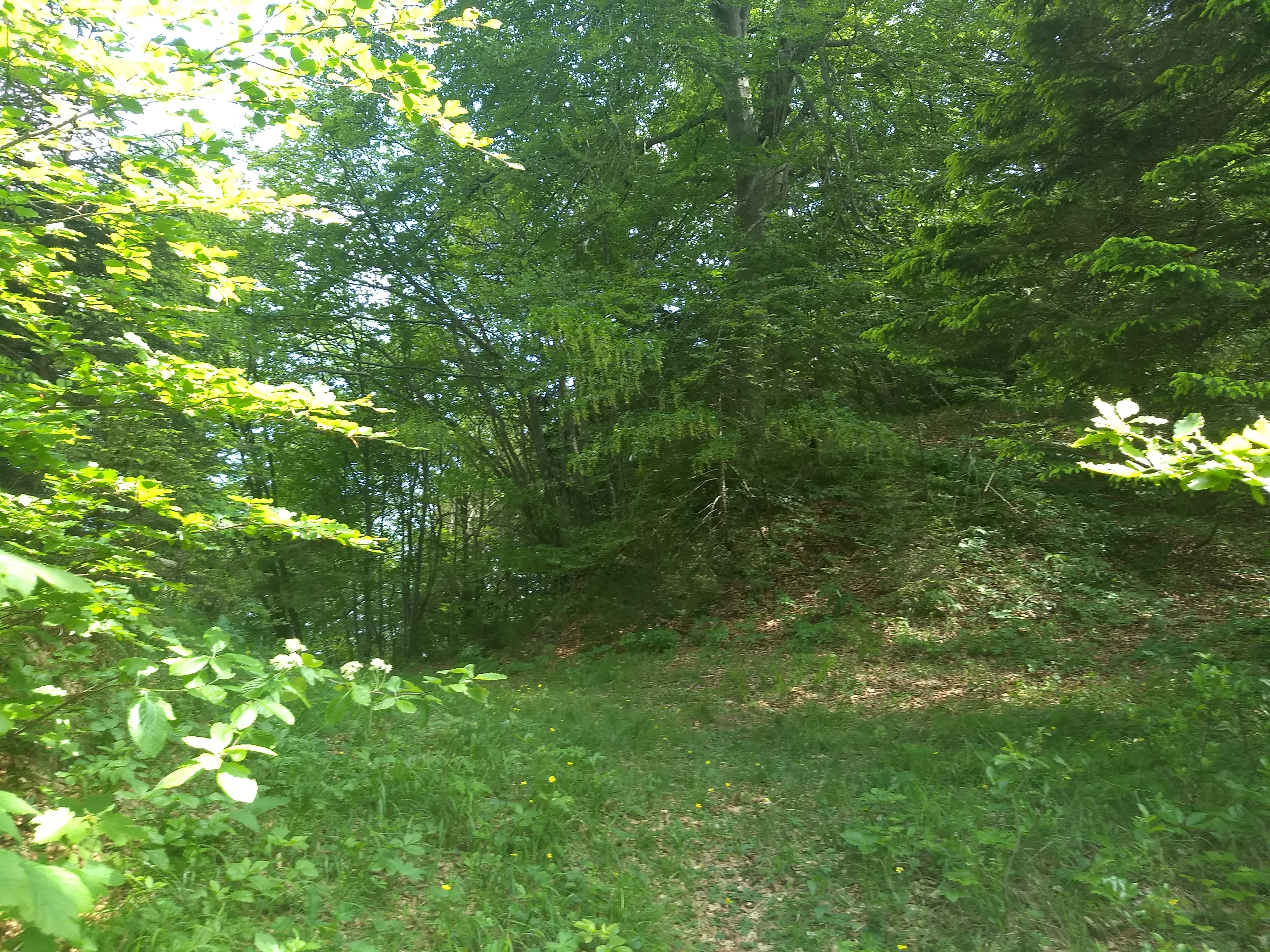
Bocca di Valle vista dal versante Trentino
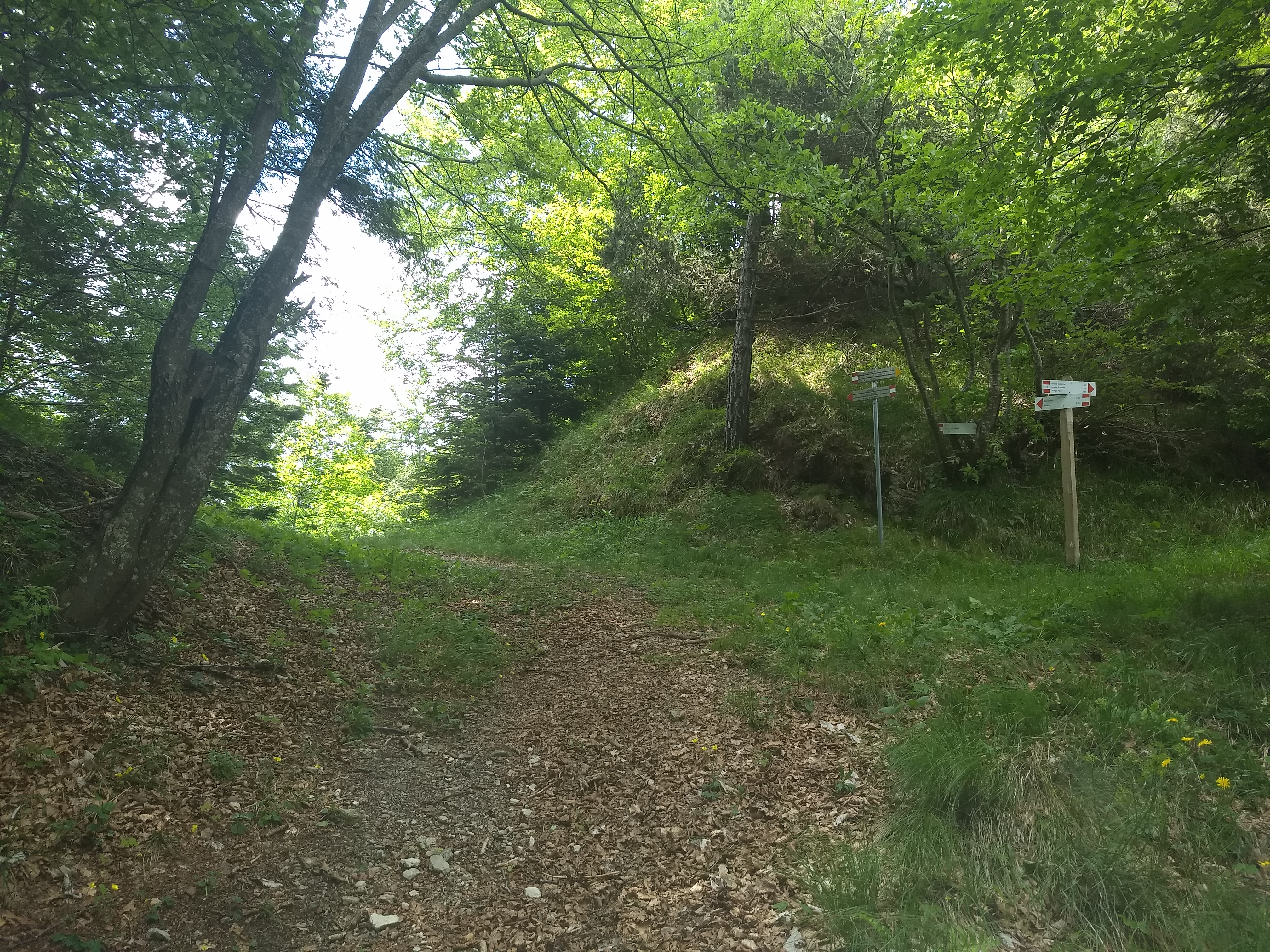
Bocca di Valle vista dal versante Bresciano
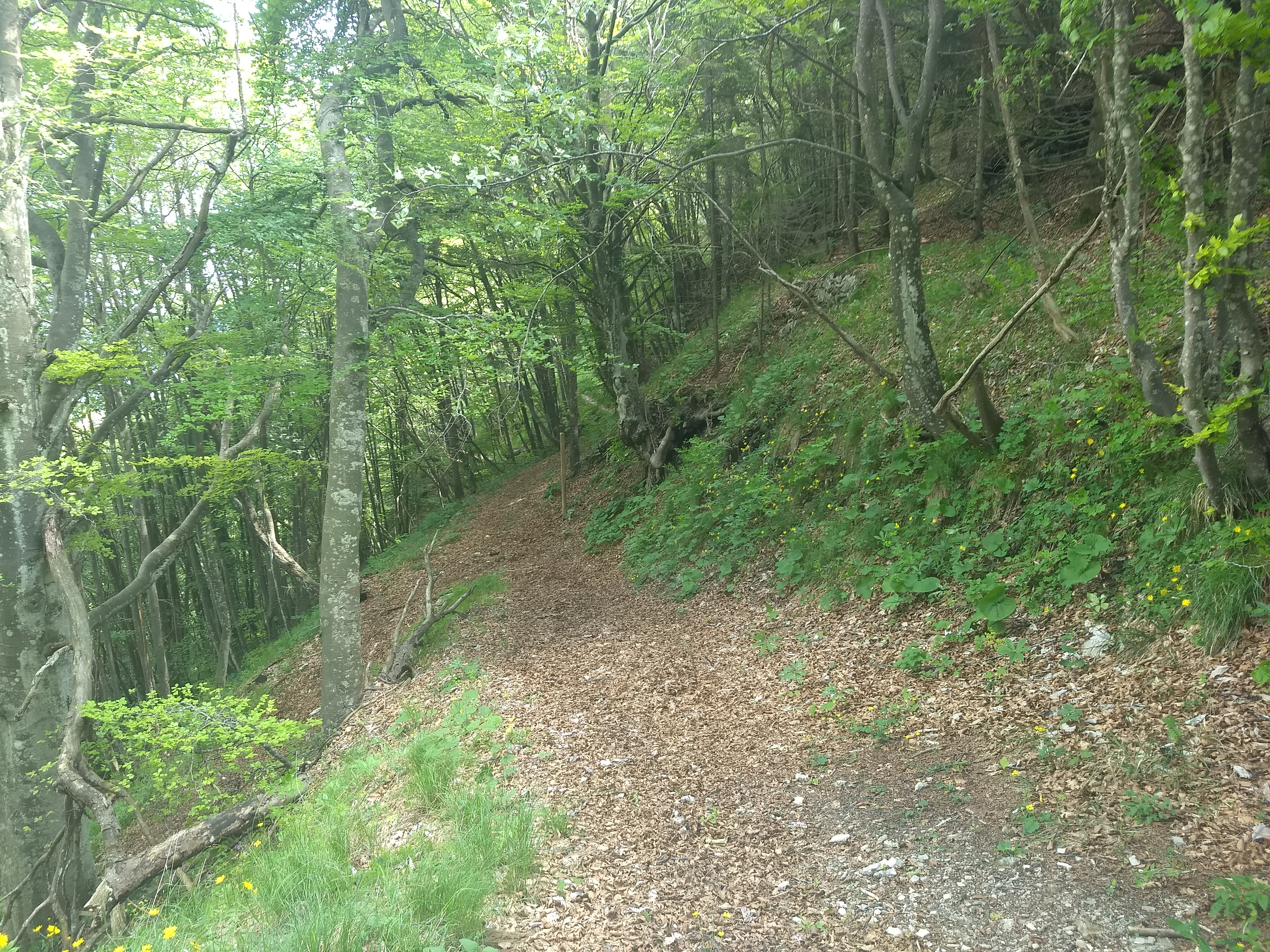
Bocca di Valle, l'inizio della discesa della mulattiera a Premaus con il primo tornante e il bivio a destra del sentiero per Bocca Cocca e Moerna
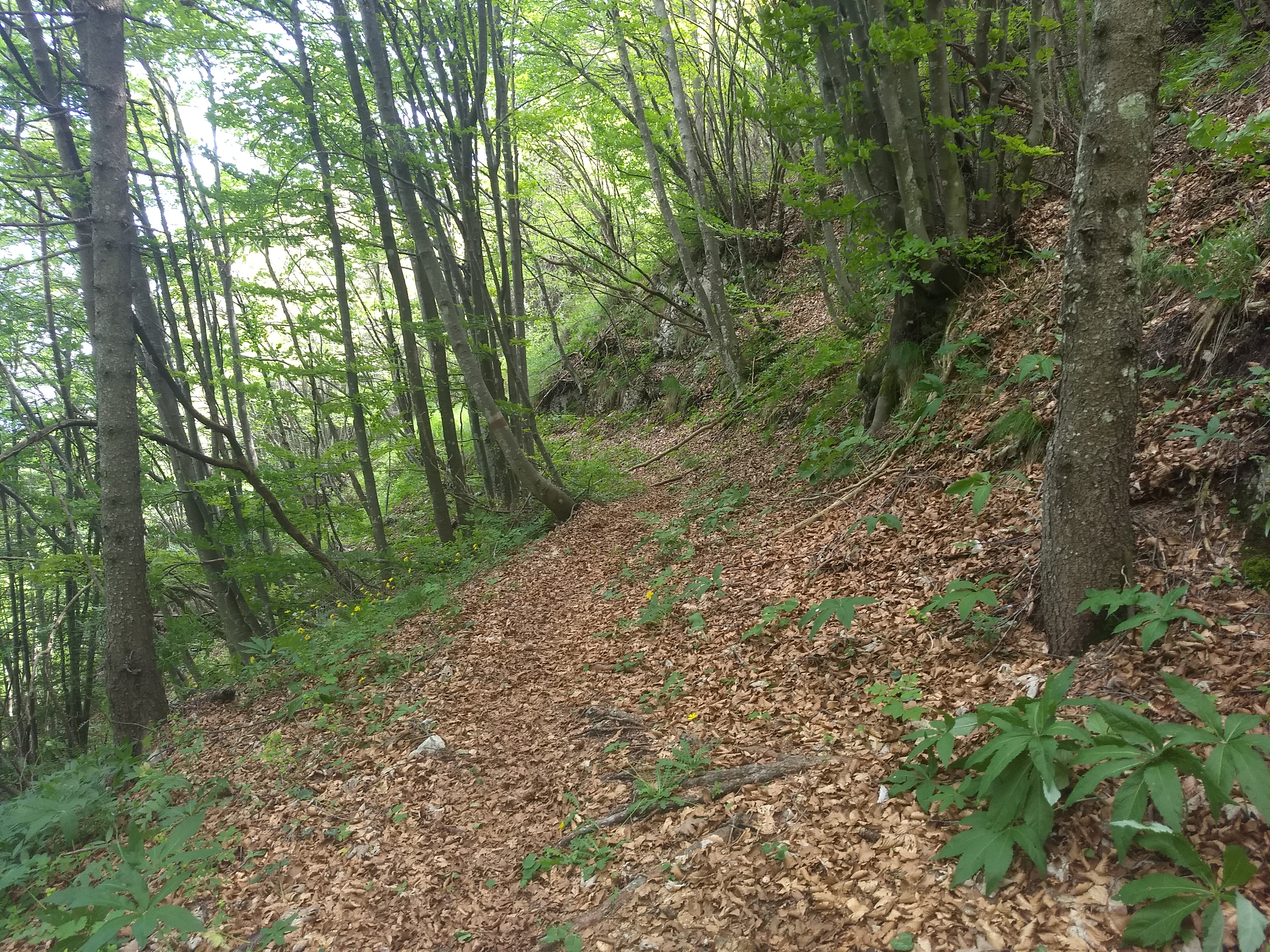
Bocca di Valle, l'inizio del sentiero per Bocca Cocca e Moerna
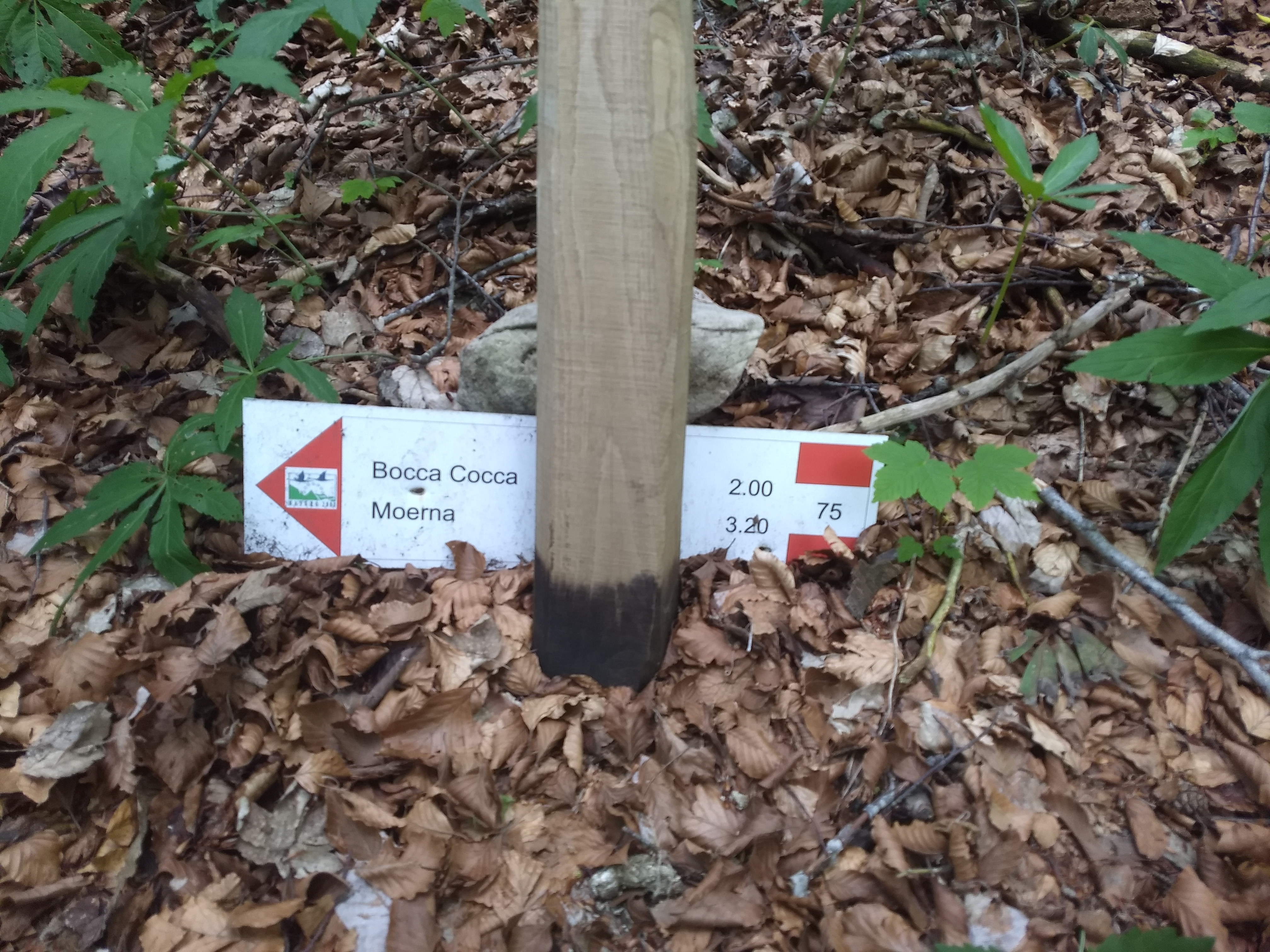
Bocca di Valle, indicazione segnaletica sentieristica
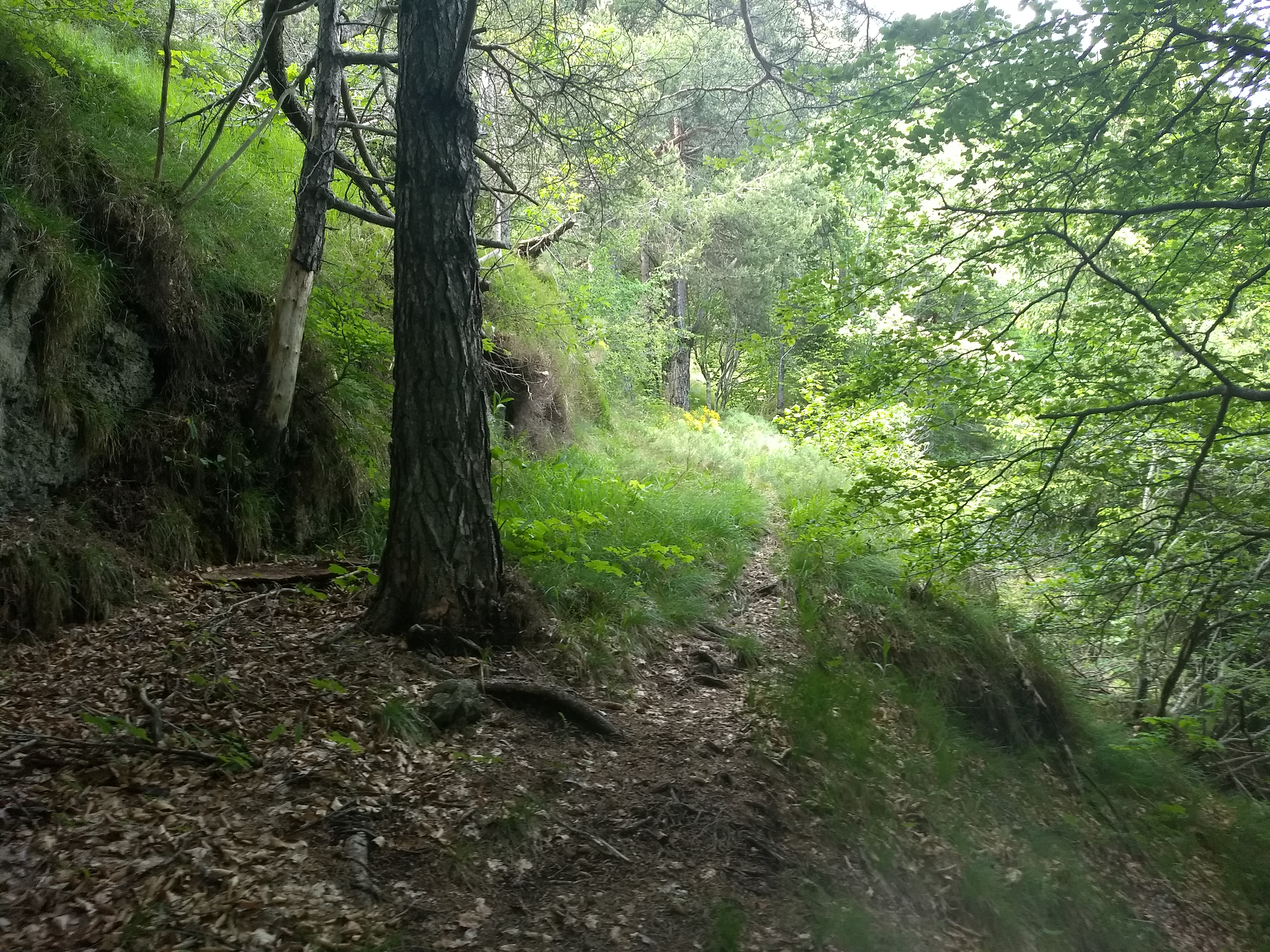
Bocca di Valle, l'inizio della mulattiera militare costruita nella Grande Guerra che collega la Bocca di Valle con quella di Cablone
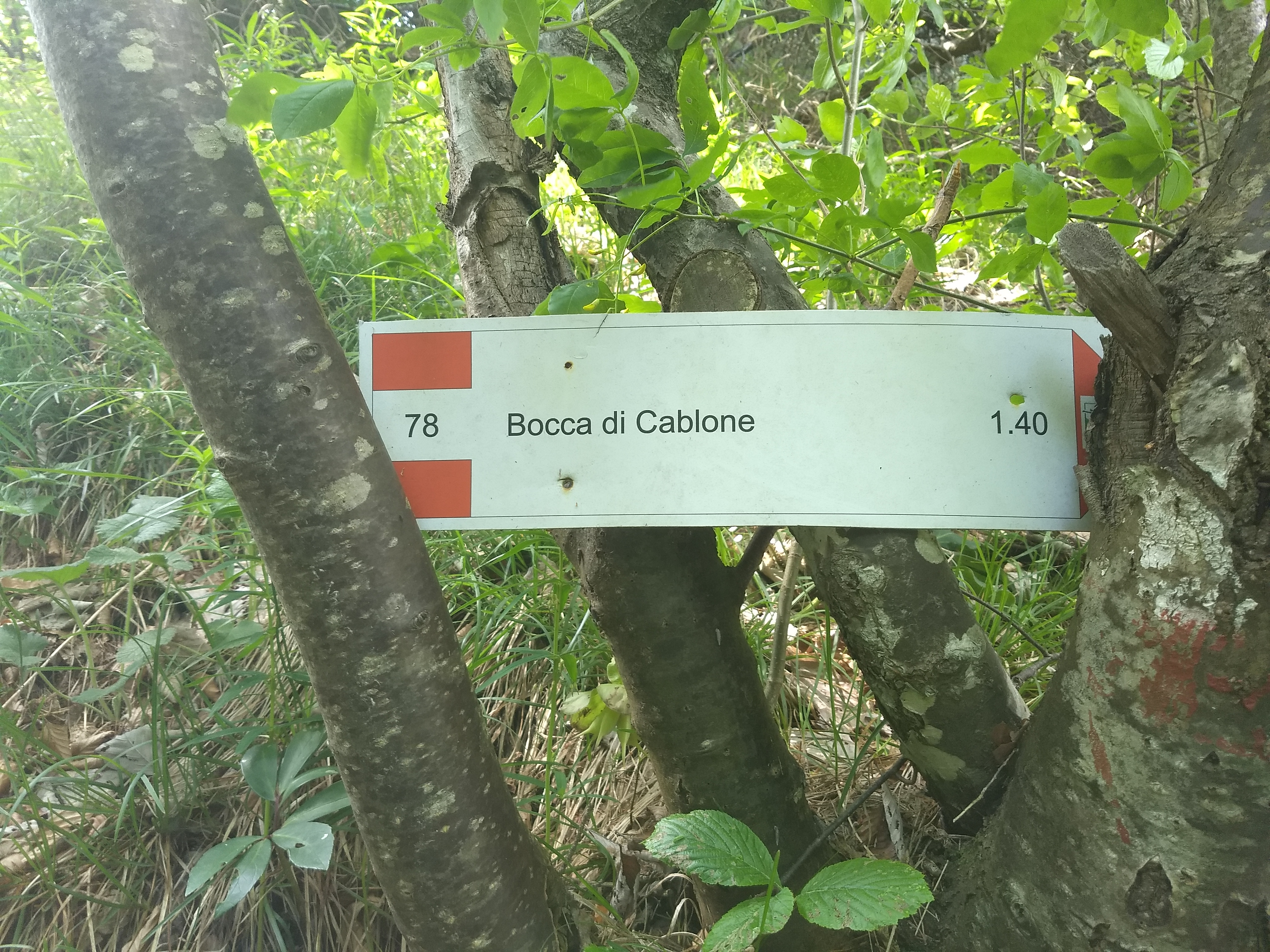
Bocca di Valle, indicazione segnaletica sentieristica
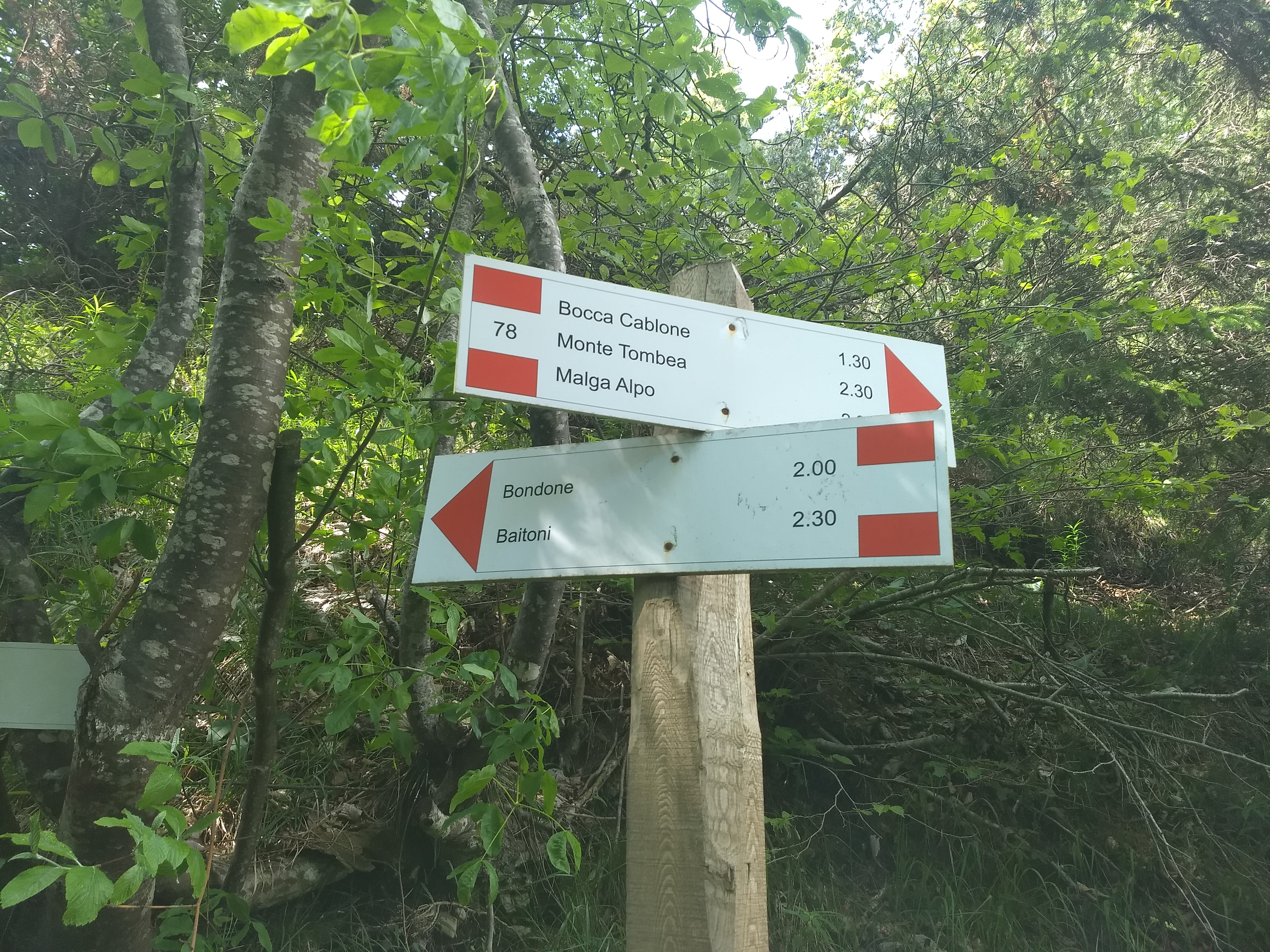
Bocca di Valle, indicazione segnaletica sentieristica
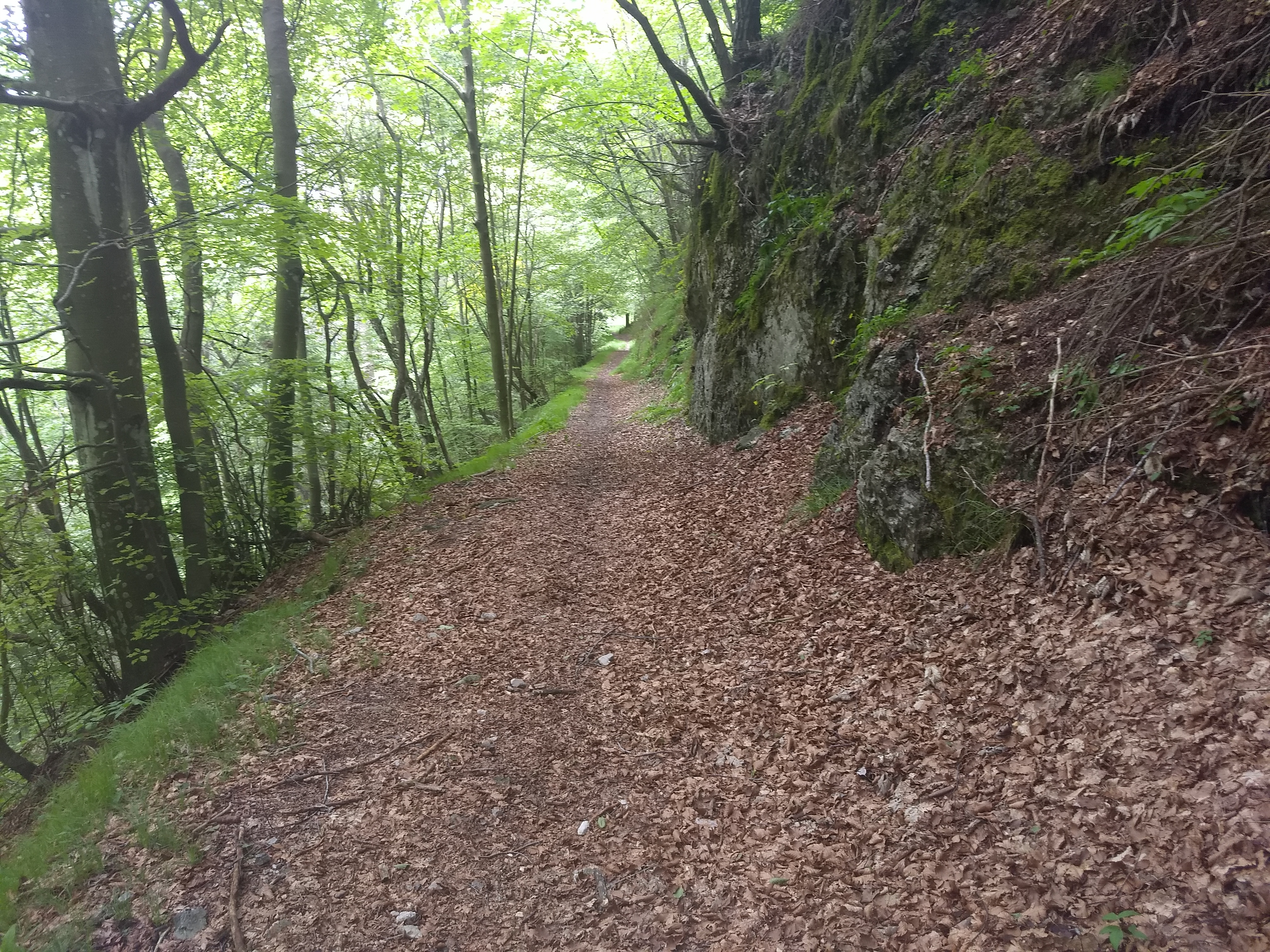
Bocca di Valle, la mulattiera che collega la Bocca con Premaus
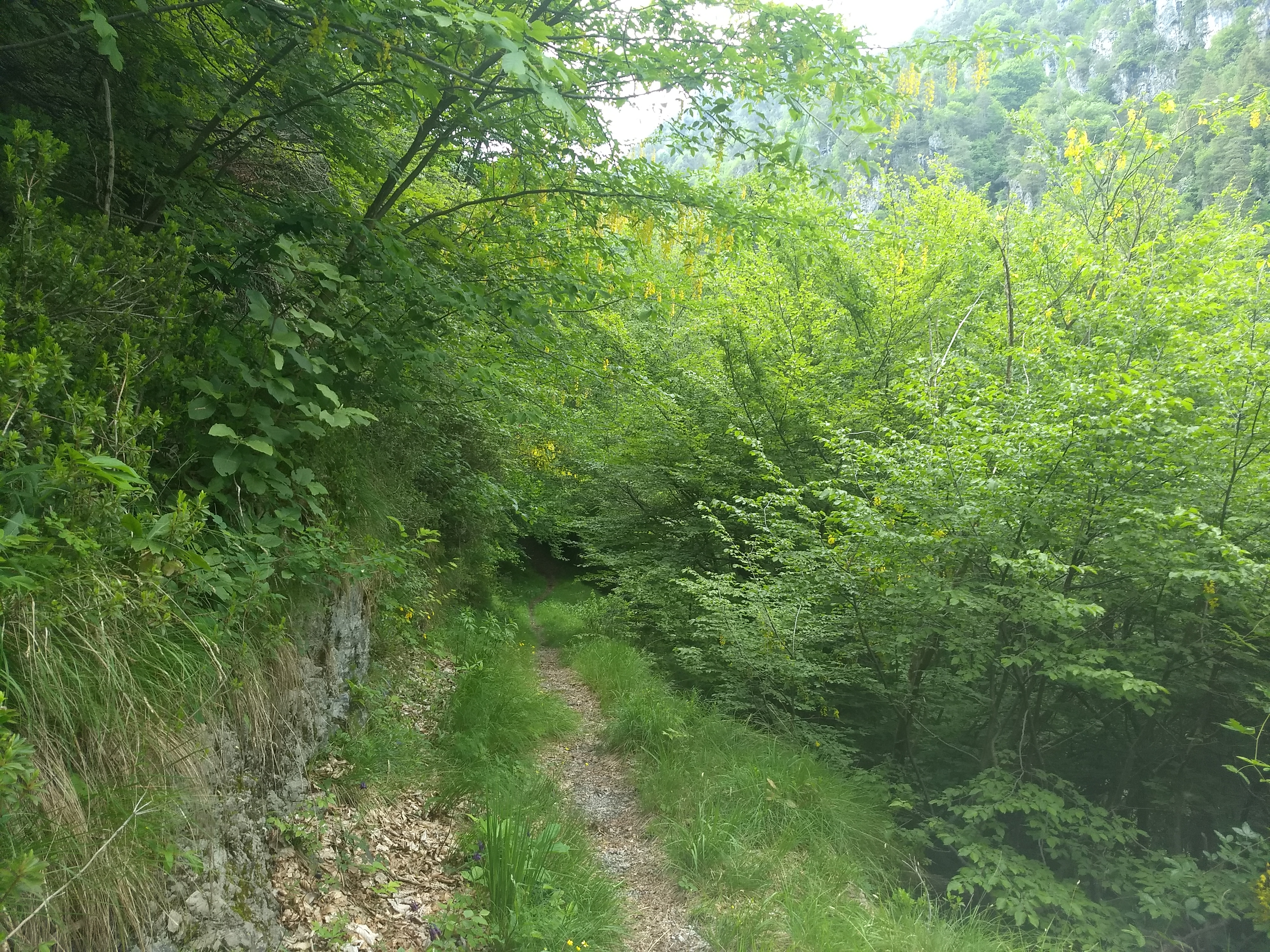
Bocca di Valle, la mulattiera che collega la Bocca con Premaus
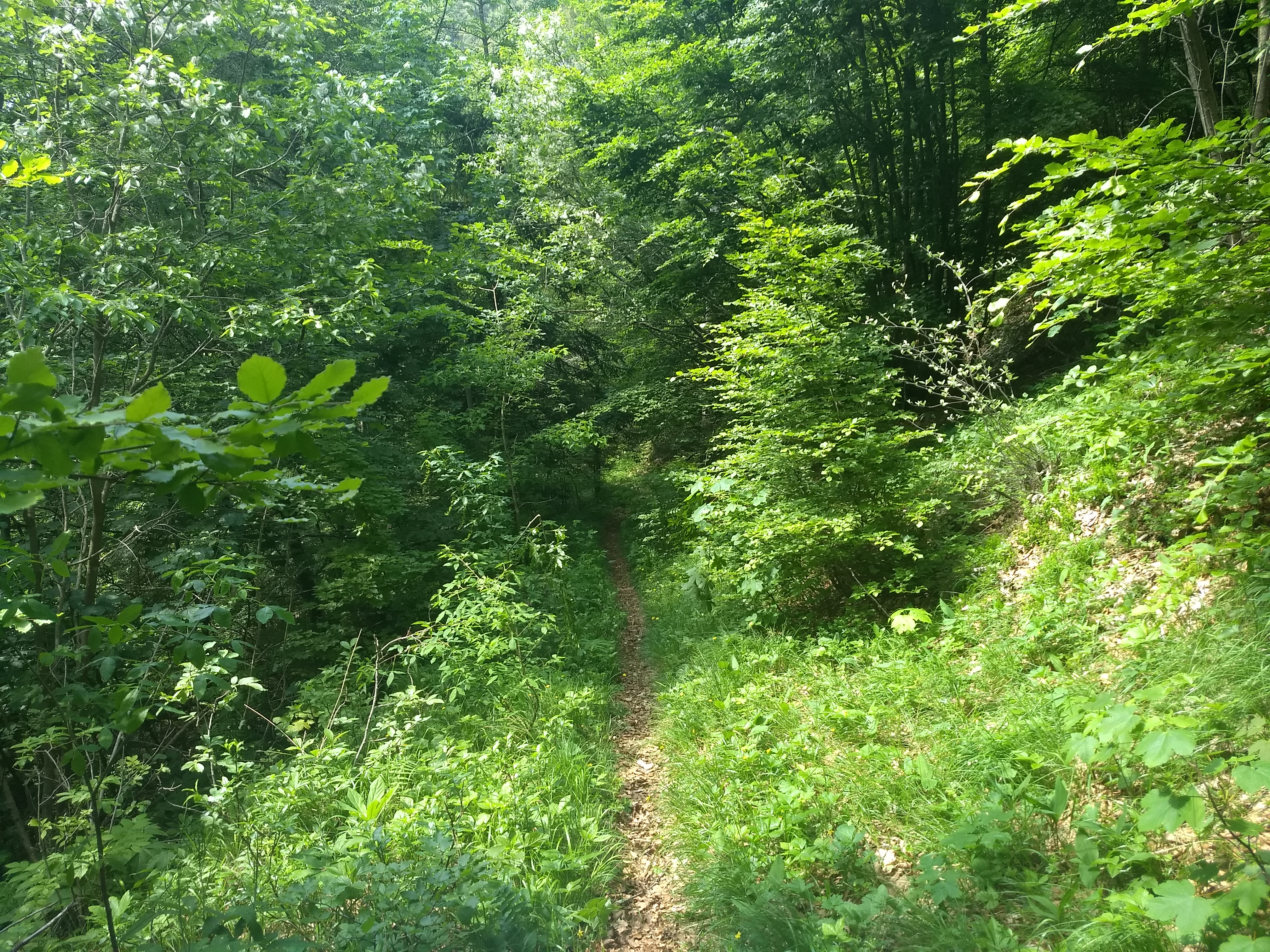
Bocca di Valle, inizio del sentiero che dalla Bocca scende a Bondone